# Яблунева вулиця (Київ)
Яблуне́ва ву́лиця — вулиця у Солом'янському районі міста Києва, місцевість Совки. Пролягає від Крутогірної до Сигнальної вулиці. 
Прилучаються Яблуневий провулок, вулиці Сумська та Заповітна.

## Історія
Вулиця виникла на межі 30–40-х років ХХ століття під назвою 161-а Нова. Сучасна назва — з 1944 року.